# Вазюк
Вазюк — поселок в составе Опаринского района Кировской области. 

## География
Находится на расстоянии примерно 20 километров по прямой на юг-юго-восток от районного центра поселка Опарино у железнодорожной линии Котлас-Киров.

## История
В 1929 г. образован Вазюкский лесопункт Опаринского углестранхоза. В 1950 году учтено 206 дворов и 1089 жителей. В 1989 году было учтено 1058 жителей. С 1998 поселок Вазюк. До 2021 года входил в Вазюкское сельское поселение Опаринского района, являясь его административным центром, ныне непосредственно в составе Опаринского района.

## Население
Постоянное население  составляло 700 человек (русские 95%) в 2002 году, 571 в 2010.